# Europese sprintkampioenschappen zwemmen 1991
Gelsenkirchen was gastheer van de allereerste editie van de Europese kampioenschappen kortebaan (25 meter), die toen nog schuil gingen onder de naam EK sprint. Op het programma van het door de Europese zwembond LEN georganiseerde toernooi stonden slechts de ultrakorte zwemonderdelen, oftewel de 50- (rugslag, schoolslag en vrije slag) en de 100-meternummers (wisselslag). Het toernooi in de Duitse stad duurde drie dagen, van vrijdag 6 december tot en met zondag 8 december 1991. Namens Nederland vaardigde de KNZB slechts twee zwemmers af: Inge de Bruijn en Ron Dekker.

## Medaillewinnaars (mannen)
50m vrije slag
1. Alexander Popov (Sovjet-Unie) 22,16
2. Silko Günzel (Duitsland) 22,25
3. Joakim Holmqvist (Zweden) 22,32

50m rugslag
1. Jani Sievinen (Finland) 25,18
2. Vladimir Selkov (Sovjet-Unie) 25,68
3. Jens Bünger (Duitsland) 25,83

50m schoolslag
1. Vassily Ivanov (Sovjet-Unie) 27,38
2. Ron Dekker (Nederland) 27,42
3. Gianni Minervini (Italië) 27,51

50m vlinderslag
1. Jan Karlsson (Zweden) 24,32
2. Nils Rudolph (Duitsland) 24,46
3. Vladislav Kulikov (Sovjet-Unie) 24,54

100m wisselslag
1. Josef Hladký (Tsjechoslowakije) 55,28
2. Ron Dekker (Nederland) 55,45
3. Indrek Sei (Estland) 55,83

4x50m vrije slag
1. Duitsland 1.28,27
2. Sovjet-Unie 1.29,39
3. Verenigd Koninkrijk 1.31,58

4x50m wisselslag
1. Sovjet-Unie 1.38,87
2. Duitsland 1.39,05
3. Italië 1.39,84

## Medaillewinnaars (vrouwen)
50m vrije slag
1. Simone Osygus (Duitsland) 25,04
2. Daniela Hunger (Duitsland) 25,49
3. Louise Karlsson (Zweden) 25,76

8. Inge de Bruijn (Nederland) 26,03
50m rugslag
1. Sandra Völker (Duitsland) 28,59
2. Anja Eichhorst (Duitsland) 28,77
3. Andrea Kutz (Duitsland) 29,12

50m schoolslag
1. Peggy Hartung (Duitsland) 31,61
2. Sylvia Gerasch (Duitsland) 31,87
3. Jana Dorriës (Duitsland) 32,25

50m vlinderslag
1. Inge de Bruijn (Nederland) 27,25
2. Louise Karlsson (Zweden) 27,63
3. Christiane Sievert (Duitsland) 28,02

100m wisselslag
1. Louise Karlsson (Zweden) 1.01,61
2. Daniela Hunger (Duitsland) 1.02,23
3. Marion Zoller (Duitsland) 1.02,36

4x50m vrije slag
1. Duitsland 1.41,30
2. Italië 1.44,26
3. Sovjet-Unie 1.44,73

4x50m wisselslag
1. Duitsland 1.53,13
2. Italië 1.55,84
3. Verenigd Koninkrijk 1.56,19

## Medailleklassement
| Plaats | Land                | Goud | Zilver | Brons | Totaal |
| 1      | Duitsland           | 7    | 7      | 5     | 19     |
| 2      | Sovjet-Unie         | 3    | 2      | 2     | 7      |
| 3      | Zweden              | 2    | 1      | 2     | 5      |
| 4      | Nederland           | 1    | 2      | 0     | 3      |
| 5      | Finland             | 1    | 0      | 0     | 1      |
| 6      | Italië              | 0    | 2      | 2     | 4      |
| 7      | Verenigd Koninkrijk | 0    | 0      | 2     | 2      |
| 8      | Estland             | 0    | 0      | 1     | 1      |
| Totaal | Totaal              | 14   | 14     | 14    | 42     |

Langebaan (50 meter):

Boedapest 1926 · 
Bologna 1927 · 
Parijs 1931 · 
Maagdenburg 1934 · 
Londen 1938 · 
Monte Carlo 1947 · 
Wenen 1950 · 
Turijn 1954 · 
Boedapest 1958 · 
Leipzig 1962 · 
Utrecht 1966 · 
Barcelona 1970 · 
Wenen 1974 · 
Jönköping 1977 · 
Split 1981 · 
Rome 1983 · 
Sofia 1985 · 
Straatsburg 1987 · 
Bonn 1989 · 
Athene 1991 · 
Sheffield 1993 · 
Wenen 1995 · 
Sevilla 1997 · 
Istanboel 1999 · 
Helsinki 2000 · 
Berlijn 2002 · 
Madrid 2004 · 
Boedapest 2006 · 
Eindhoven 2008 · 
Boedapest 2010 · 
Debrecen 2012 · 
Berlijn 2014 · 
Londen 2016 · 
Glasgow 2018 · 
Boedapest 2020 · 
Rome 2022

Kortebaan (25 meter):

Sprintkampioenschappen: Gelsenkirchen 1991 · 
Espoo 1992 · 
Gateshead 1993 · 
Stavanger 1994

Kortebaankampioenschappen: Rostock 1996 · 
Sheffield 1998 · 
Lissabon 1999 · 
Valencia 2000 · 
Antwerpen 2001 · 
Riesa 2002 · 
Dublin 2003 · 
Wenen 2004 · 
Triëst 2005 · 
Helsinki 2006 · 
Debrecen 2007 · 
Rijeka 2008 · 
Istanboel 2009 · 
Eindhoven 2010 · 
Szczecin 2011 · 
Chartres 2012 · 
Herning 2013 · 
Netanya 2015 · 
Kopenhagen 2017 · 
Glasgow 2019 · 
Kazan 2021 · 
Otopeni 2023